# Hugo Vogel (Fußballspieler)
Hugo Marius Gilbert Vogel (* 4. Januar 2004 in Pierre-Bénite) ist ein französischer Fußballspieler, der beim FC Basel in der Super League spielt.

## Karriere

### Verein
Vogel begann seine fußballerische Ausbildung 2010 bei der US Vénissieux, ehe er drei Jahre später in die Jugendakademie von Olympique Lyon wechselte. In der Saison 2021/22 spielte er dies ersten Male für die zweite Mannschaft in der National 2. Sein Profidebüt gab er für die erste Mannschaft am 25. November 2021 in der Europa League nach später Einwechslung gegen Brøndby IF. Insgesamt spielte er zweimal in der Europa League, aber kam zu keinem Einsatz in der Liga mehr.
Im Juli 2022 wechselte er in die Schweizer Super League zum FC Basel.

### Nationalmannschaft
Vogel kam bislang zu Einsätzen für verschiedene Juniorennationalmannschaft Frankreichs.